# Match retour (film, 2014)
Pour les articles homonymes, voir Match retour.
Pour plus de détails, voir Fiche technique et Distribution.
Match retour (Al doilea joc) est un film roumain réalisé par Corneliu Porumboiu, sorti en 2014.
Le film est présenté à la Berlinale 2014.

## Synopsis
Corneliu Porumboiu et son père regardent un match de football de 1988 que son père arbitrait. Leurs commentaires accompagnent en temps réel les images originales du match. Ce match est le derby de Bucarest entre le Steaua Bucarest et le Dinamo Bucarest.

## Fiche technique
- Titre original : Al doilea joc
- Titre français : Match Retour
- Réalisation : Corneliu Porumboiu
- Scénario : Corneliu Porumboiu
- Pays d'origine : Roumanie
- Format : Couleurs - 35 mm
- Genre : drame
- Durée : 97 minutes
- Date de sortie : 2014

## Distribution
- Adrian Porumboiu : lui-même
- Corneliu Porumboiu : lui-même